# Periphylla periphylla
A Periphylla periphylla a kehelyállatok (Scyphozoa) osztályának koronamedúzák (Coronatae) rendjébe, ezen belül a Periphyllidae családjába tartozó faj.
Nemének eddig az egyetlen felfedezett faja.

## Előfordulása
A Periphylla periphylla mélytengeri csalánozófaj, amely akár 7000 méteres mélységekben is megtalálható. Előfordulási területe a Csendes-, az Indiai- és az Atlanti-óceánok, valamint a Mexikói-öböl, az Északi- és a Földközi-tenger. Norvégia fjordjaiban is él, ahol az 1970-es évektől kezdve túlszaporodott; jelentős károkat okozva a helybéli halászati iparnak. A túlszaporodás okát még nem fejtették meg a biológusok.

## Megjelenése
A kifejlett állat 30 centiméter hosszú. A kehelyállat testének a 90 százalékát a víz alkotja, a maradékot pedig nyálkás szövetek. A Periphylla periphylla példányok az egymás közti kommunikációra, vöröses biolumineszcenciára képesek. A „harang” szélén kis, fényérzékelő szervek találhatók. Ez az állatfaj kerüli a napfényt.

## Életmódja
Ragadozó életmódot folytat, és planktonnal táplálkozik. Éjszaka, táplálékkeresés közben feljebb vándorol, de amikor hajnalodik, a Periphylla periphylla visszahúzódik a mélybe.

## Szaporodása
A többi kehelyállattól eltérően, a Periphylla periphylla életciklusában nincsenek polipforma és ephyra állapotok. A felnőtt állat a petéit a nyílt vízbe bocsátja. A petékből kikelt Periphylla periphyllák szüleiknek a kicsinyített másai. Életük elején a tápban gazdag szikzacskóval táplálkoznak.

### Fordítás
- Ez a szócikk részben vagy egészben  a   Helmet jellyfish című angol Wikipédia-szócikk ezen változatának fordításán alapul.  Az eredeti cikk szerkesztőit annak laptörténete sorolja fel. Ez a jelzés csupán a megfogalmazás eredetét és a szerzői jogokat jelzi, nem szolgál a cikkben szereplő információk forrásmegjelöléseként.